# Cosmoscarta ochraceicollis
Cosmoscarta ochraceicollis är en insektsart som beskrevs av Schmidt 1910. Cosmoscarta ochraceicollis ingår i släktet Cosmoscarta och familjen spottstritar. Inga underarter finns listade i Catalogue of Life.